# Kiss József (építész)
Kiss József (Cigánd, 1937–) okleveles építészmérnök. Sárospatak város önkormányzatától PRO URBE kitüntetésben, valamint Kós Károly-díjban részesült.

## Szakmai pályája
Társadalmi ösztöndíjas szerződéssel került 1961-ben Sátoraljaújhelyi Járási Tanács Építési és Közlekedési Csoportjához műszaki ügyintézőként, majd később csoportvezető lett. 1966 és 1968 között elvégezte a BME Építészmérnöki Karának levelező tagozatán a kivitelezési szakmérnöki kurzust. 1969-től a Sárospataki Városi Tanács Építési Osztályának osztályvezetője, s emellett 1987 óta a város főépítésze. 2000-ben nyugdíjba vonult, azonban főépítészi feladatát 2003-ig ellátta. Ekkor településszépítés területén végzett kimagasló tevékenysége elismeréseként Kós Károly-díjban részesült. Alapító tagja a Sárospataki Lokálpatrióták Egyesületének. 2010-ben PRO URBE kitüntetést kapott Sárospatak város önkormányzatától. A Magyar Építész Kamara tagjaként jelenleg is tervezési tevékenységet folytat.

## Szakmai, társadalmi elismerései
- Sárospatak: Pro Urbe-Díj
- Kós Károly-emlékérem (2003)